# フィールミョルク

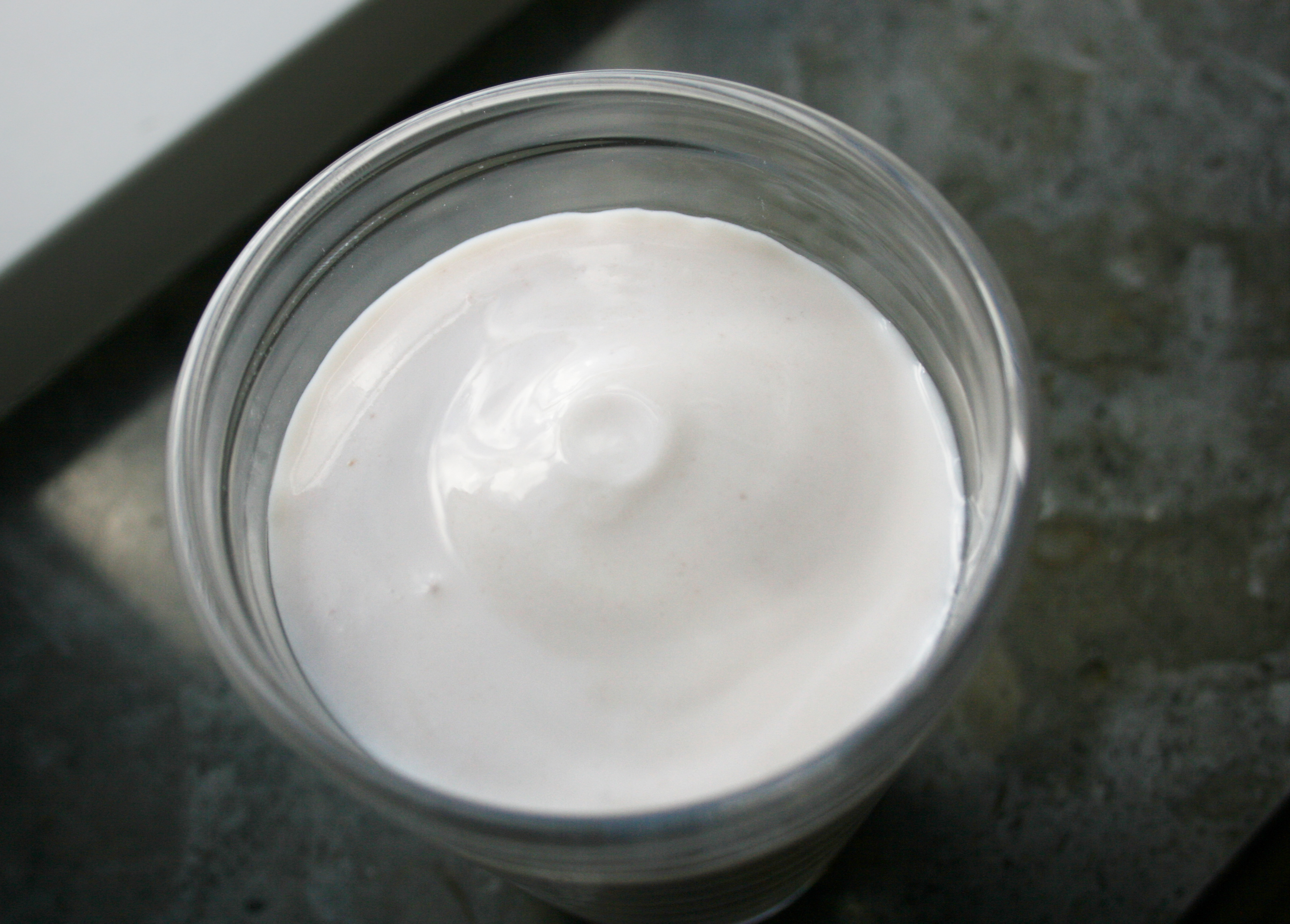
器に入ったフィールミョルク

フィールミョルク（filmjölk、フィール：fil又は古語でスールミョルク：surmjölkという名称でも知られる）は、牛乳とラクチス乳酸菌とロイコノストック・メセンテロイデス（Leuconostoc mesenteroides）といった真正細菌の醗酵により作られるスウェーデンの中温性（mesophilic）の醗酵乳製品（fermented milk product）である。真正細菌は牛乳の中に自然に含まれているラクトース、糖類を乳酸に変質させる。この酸はフィールミョルクを酸味のある味にし、牛乳に含まれるタンパク質、主にカゼインを凝固させることにより最終的には濃厚なものとなる。真正細菌はある程度のジアセチルも作り出し、これはフィールミョルクに独特な味を与えている。フィールミョルクは粘度という点では醗酵バターミルク、ケフィアやヨーグルトと似ているが、別の真正細菌による醗酵で生成されることにより異なった味になっており、ヨーグルトに比較すると酸味は少ない。スウェーデンでは通常、生きた真正細菌が入ったまま1リットルのパック入りで販売されている。この真正細菌は腸の中で善玉菌と悪玉菌のバランスを保つことに役立っている。

## 概要

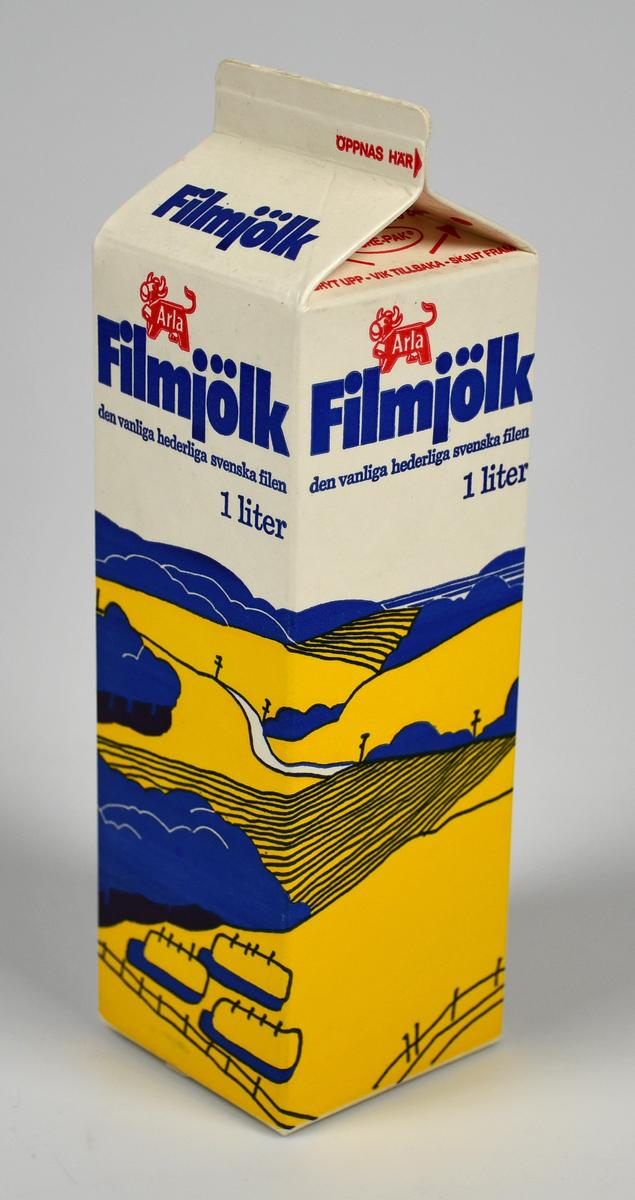
パック入りのフィールミョルク

北欧諸国ではフィールミョルクは一般的にヨーグルトのように朝食時や間食（mellanmål）のおやつ時にボウル状の器でスプーンを添えて出される。飲むこともできるが濃度の高い液状なので通常はスプーンで食べる。フィールミョルクは、朝食用のシリアル食品やミューズリーと共に、上に砕いたクリスプ・ブレッドを散らして食べられることもある。プレーンのフィールミョルクは幾分酸味があるので、多くの人は砂糖、ジャム、アップルソース、シナモン、ショウガ、果物やベリー類を入れて食べる。
製品としてのフィールミョルクは低温殺菌され、均質化（homogenised）、標準化された牛乳から作られる。家庭で作られるフィールミョルクはかなり昔（18世紀のフィールミョルクに似たもの話が書き物の記録としてあるが、おそらくバイキングやそれ以前からあったであろう）からあったが、スウェーデン市場で最初に日用食品として販売されたフィールミョルクは1931年にスウェーデンの酪農協同組合のアーラ（Arla）から発売されたものであった。この最初の市販のフィールミョルクは風味の付いていないプレーンなもので、3%の乳脂肪分を含んでいた。1960年代から色々な種類のプレーンなフィールミョルクがスウェーデンの食料品販売店で発売された。1965年にはより粘度の高いロングフィール（Långfil）、1967年には乳脂肪分0.5%のレットフィール（lättfil）、1990年には乳脂肪分1.5%のメラントフィール（mellanfil）というフィールミョルクが発売された。1997年にアーラは最初の風味が付いたイチゴ風味のフィールミョルクを発売した。次々と新しい種類のものが発売されたため風味の付いたフィールミョルクは人気を博し、2001年の時点ではスウェーデンで販売されるフィールミョルクの内の三分の一は風味の付いたものとなっている。2007年以降、様々な脂肪分を含んだものや果物、バニラ、ハチミツ風味のもの、ビフィズス菌（日本で一般的な真正細菌）を含んだオナカ・フィール（Onaka fil）や、10 cc中に少なくとも100億個の生きた「ラクチス乳酸菌」L1Aを含むヴェルム・ヘルソフィール（Verum hälsofil）ような特に健康に良いとされるプロバイオティクス入りのものといった数多くの種類のフィールミョルクが発売されている。

## 英語では
現在のところ「フィール」や「フィールミョルク」という用語は英語では受け入れられていない。フィールやフィールミョルクは英語では「サワー・ミルク」（sour milk）、「サワード・ミルク」（soured milk） acidulated milk,、「ファーメンティッド・ミルク」（醗酵乳：fermented milk）や「カードルド・ミルク」（凝乳：curdled milk）と訳されている。これら全てがほぼ同義でフィールミョルクのことを表しており、その他のサワード/ファーメンティッド・ミルクとフィールミョルクを区別していない。フィールミョルクは「ビスカス・ファーメンティッド・ミルク」（粘性醗酵乳：viscous fermented milk）、「ビスカス・メソフィリック・ファーメンティッド・ミルク」（粘性中温性醗酵乳：viscous mesophilic fermented milk）と表されることもあり、誤って「ジャンケット」（junket）と訳されることもある。更には英語で記された製パンの記事ではフィールミョルクが必要な場合に醗酵バターミルクで代用できることからスウェーデン語の「フィールミョルク」という言葉が醗酵バターミルクを指す言葉として使われていることがあり、同じように「filmjolk」を誤って又は英語風に「fil mjölk」、や「fil mjolk」と記しているものがある
が、両者は同じものではない。

## フィンランド・スウェーデン語
スウェーデン系フィンランド人によって話されるスウェーデン語の方言であるフィンランド・スウェーデン語（Finland Swedish）ではフィンランド語の「フィール」（fil）はスウェーデン語の「フィールブンケ」（filbunke）と同義である。フィンランドでは全ての種類のフィールミョルクがあるわけではないが、通常は「フィールブンケ」と「ロングフィール」だけは見つけることができる。スウェーデン語話者のフィンランド人は通常「フィールミョルク」の古語である（スウェーデンでも）「スールミョルク」（surmjölk）か、又はフィールミョルクよりも濃厚で培養バターミルクに似た醗酵乳製品である「ピーマ」（piimä、フィンランド語で）いう語を使っている。

## スウェーデンでのフィールミョルクの種類
スウェーデンではアーラ・フーズ、ファールヒェーピング・メイエリ（Falköpings Mejeri）、イェフレオーテンス・メイエリ（Gefleortens Mejeri）、ミルコ（Milko）、ノルメイエリエル（Norrmejerier）、スコーネメイエリエル（Skånemejerier）という6つの酪農協同組合がフィールミョルクを生産している。これらに加えてスウェーデンの酪農製品メーカーのワプノ社（Wapnö AB）とフィンランドの酪農製品メーカーのバリオ社（Valio Oy）もある程度の種類のフィールミョルクをスウェーデンで販売している。大量生産される以前には多くの家庭で自家製のフィールミョルクが作られていた。
例えばアーラのフィール培地が「ラクチス乳酸菌」亜種の「ラクチス菌」、「ラクチス乳酸菌」亜種の「クレモリス菌」（cremoris）、「ラクチス乳酸菌」生物型の「ダイアセチラクチス」と「ロイコノストック・メセンテロイデス」亜種の「クレモリス菌」を含んでいるように、フィール培地は「ラクチス乳酸菌」と「ロイコノストック・メセンテロイデス」種の様々な真性細菌で成り立っている。

### 古くからあるフィールミョルクの種類
| 名称                                         | 名称の意味                         | 乳脂肪分 含有量 | 醗酵培地                                                                       | 生産メーカー | 発売時期                 | 説明 |
| -------------------------------------------- | ---------------------------------- | --------------- | ------------------------------------------------------------------------------ | --- | ------------------------ | --- |
| フィールミョルク Filmjölk                    |                                    | 2.5%-3%         | フィール培地                                                                   | アーラ・フーズ、ファールヒェーピング・メイエリ、イェフレオーテンス・メイエリ、ミルコ、ノルメイエリエル、スコーネメイエリエル、ワプノ | 1931年（アーラ）         | 3%の乳脂肪分から作られる「普通の」フィールミョルク。プレーンと風味付き。有機牛乳から作られたもの、ラクターゼ酵素の働きで作られる低ラクターゼ版、繊維質を追加したもの（f-fil、fil med fiber）や乳脂肪分の高いもの（乳脂肪分の3.8–4.5%のArla Vår finaste filmjölk）がある。スウェーデン語には1741年から存在する。 |
| メランフィール Mellanfil                     | ミドル（低脂肪）・フィールミョルク | 1.3%,1.5%       | フィール培地                                                                   | アーラ・フーズ、ファールヒェーピング・メイエリ、イェフレオーテンス・メイエリ、ミルコ、ノルメイエリエル、スコーネメイエリエル         | 1990年（アーラ）         | 1.5%の乳脂肪分から作られるフィールミョルク。プレーンのみ。 |
| レットフィール lättfil                       | ライト（無脂肪）・フィールミョルク | 0.4%, 0.5%      | フィール培地                                                                   | アーラ・フーズ、ファールヒェーピング・メイエリ、イェフレオーテンス・メイエリ、ミルコ、ノルメイエリエル、スコーネメイエリエル、ワプノ | 1967年（アーラ）、1968年 | 乳脂肪分0.5% のフィールミョルク。プレーンと風味付き。ラクターゼ酵素の働きで作られる低ラクターゼ版もある。 |
| ロングフィール Långfil fi: pitkäviili        | 延びるフィール                     | 3%              | フィール培地 + 「ラクチス乳酸菌」亜種の「ラクチス菌」派生の「ロンギ」（longi） | アーラ・フーズ、イェフレオーテンス・メイエリ、ノルメイエリエル                                                                       | 1965年（アーラ）         | 牛乳の中の炭水化物を長鎖多糖類に変質させる真性細菌の系統である「ラクチス乳酸菌派生ロンギ」（Lactococcus lactis var. Longi）によりもちもちした食感を有するフィールミョルク。プレーンのみ。スウェーデン北部でより一般的。粉末ショウガを混ぜて食すことがある。スウェーデン語には1896年から存在する                 |
| ボルネスフィール Bollnäsfil                  | ボルネス・フィール                 | 3%              | ボルネス（Bollnäs）産のフィール培地                                            | ミルコ |                          | ボルネスが起源のフィールミョルク。プレーンとバニラ風味。 |
| フィエルフィール Fjällfil                    | 山地フィール                       | 0.8%, 3.8–4.5%  | 特製フィール培地                                                               | ミルコ |                          | プレーンのみ。 |
| フィールブンケ Filbunke fi-se: Fil fi: Viili | フィールの椀                       | 2.5%,4%         | 特製フィール培地                                                               | ミルコ、バリオ |                          | 小さな椀の中でかき混ぜず醗酵した牛乳。プディングの様な固さ。かき混ぜないロングフィールに類似。伝統的に通常幾分かのクリーム分を含む生乳（低温殺菌や均質化されていない）から小さな椀の中で作られる。クリーム分は上面に黄色いサワークリーム層を形成する。プレーンのみ。スウェーデン語には1652年から存在する。      |
| ラクトスフリ・フィール Laktosfri Fil         | ラクターゼ抜きフィール             | 3.5%            | フィール培地                                                                   | バリオ |                          | 3.5%の乳脂肪分とラクターゼ酵素の働きで作られるフィールミョルク。プレーンのみ。 |

### プロバイオティクス・フィールミョルクの種類
| 名称                                                             | 名称の意味                           | 乳脂肪分 含有量 | 醗酵培地 | 生産メーカー | 発売時期         | 説明 |
| ---------------------------------------------------------------- | ------------------------------------ | --------------- | --- | --- | ---------------- | --- |
| A-フィール A-fil                                                 |                                      | 0.5%, 2.7%, 3%  | フィール培地 + 「ラクトバチルス アシドフィラス」（Lactobacillus acidophilus） | アーラ・フーズ、ファールヒェーピング・メイエリ、イェフレオーテンス・メイエリ、ミルコ、スコーネメイエリエル、ワプノ | 1984年（アーラ） | 一般的に使用されるプロバイオティクス真性細菌の「ラクトバチルス アシドフィラス」を含むフィールミョルク。プレーンと風味付き。 |
| カルチュラ・アクティフ・フィール Cultura aktiv fil               | 生きたフィール培地                   | 0.1%            | フィール培地 + 「乳酸桿菌」（Lactobacillus casei） F19 | アーラ・フーズ | 2004年           | 特許を持つプロバイオティクス真性細菌の「乳酸桿菌」（Lactobacillus casei）F19プロバイオティクス真性細菌を含むフィールミョルク。プレーンのみ。 |
| ケフィール Kefir                                                 | 味好し、健康                         | 3%              | 「ラクチス乳酸菌」亜種の「ラクチス菌」、「ラクチス乳酸菌」亜種の「クレモリス菌」（cremoris）、「ラブレ菌」（Lactobacillus brevis）、ロイコノストック・メセンテロイデス（Leuconostoc mesenteroides）亜種の「クレモリス菌」、「カンジダ・ケフィール」（Candida kefyr） | アーラ・フーズ | 1977年           | ケフィアグレインの中にのみ極微量が含まれているプロバイオティクス食品のケフィアを基にしたフィールミョルク。原産地はカフカース。プレーンのみ。 |
| オナカ Onaka                                                     | お腹                                 | 1.5%            | フィール培地 + ビフィズス乳酸菌（Bifidobacterium lactis） | アーラ・フーズ | 1990年           | 日本で一般的なプロバイオティクス真性細菌であるビフィズス乳酸菌を含むフィールミョルク。プレーンと風味付き。 |
| フィルラ Philura                                                 |                                      | 1.5%, 2.6%      | 「ラクトバチルス アシドフィラス」（Lactobacillus acidophilus）、ビフィズス乳酸菌（Bifidobacterium lactis）、乳酸桿菌（Lactobacillus casei） | ミルコ | 2003年           | 通常のフィールミョルクとヨーグルトの中間の味。消化期間内で普通に見られるプロバイオティクス真性細菌を含む。プレーンと風味付き。 |
| ヴェルム・ヘルソフィール Verum hälsofil                          | 真に健康なフィール                   | 0.5%, 4%        | 「ラクチス乳酸菌」 L1A | ノルメイエリエル                                                                                                   | 1990年           | 1 dL中に少なくとも 10 x 109個の「ラクチス乳酸菌」L1Aを含んだフィールミョルク。プレーンと風味付き。「ラクチス乳酸菌」L1Aは、ヴェステルボッテン地方の牧場産のロングフィール培地を起源とするプロバイオティクス真性細菌と同系の特許を持つ菌。1998年にヴェルム・ヘルソフィールはスウェーデンの国立の監督官庁である「医薬品庁」（Läkemedelsverket）から「天然医薬品」（naturläkemedel）としての認定を受けた。ヴェルム・ヘルソフィールは免疫と消化器官に好影響をあたえることを示している。 |
| エーレスンズフィール Öresundsfil                                 | エーレスンド海峡のフィール           | 0.9%, 1%        | フィール培地 + 「ラクトバチルス アシドフィラス」（Lactobacillus acidophilus）と「ビフィズス菌」 | スコーネメイエリエル                                                                                               | 2000年           | 「ラクトバチルス アシドフィラス」（Lactobacillus acidophilus）と「ビフィズス菌」のプロバイオティクス真性細菌を含んだフィールミョルク。プレーンと風味付き。 |
| プロビバ・ナチュレル・フィールミョルク ProViva Naturell Filmjölk | プロビバ・プレーン・フィールミョルク | 1%              | フィール培地 + 「ラクトバチルス・プランタルム」（Lactobacillus plantarum） 299v | スコーネメイエリエル                                                                                               | 1994年           | 1 mL中に少なくとも 50 x 106個の Lp 299v を含んだフィールミョルク。プレーン。特許を持つプロバイオティクス真性細菌のLp 299vは、プロビバを飲んだ人の体内で過敏性結腸の症状や消化器官のストレスを減少させる効能を見せている。 |

## 自家製フィールミョルク
フィールミョルクを作るには、生きた真性細菌を含むフィールミョルクから少量を取り、通常は低温殺菌された牛乳に移し、その後は醗酵させるために1日か2日室温か涼しい納屋に放置する。低温殺菌された牛乳を使用する場合は、牛乳の中に自然に存在する真性細菌が殺菌課程で死滅してしまうためフィール培地が必要となる。
「トートミョルク」（tätmjölk）、「フィールトーテ」（filtäte）、「トーテ」（täte）や「ロングミョルク」（långmjölk）と呼ばれる種類のフィールミョルクは、モウセンゴケ（モウセンゴケ属, sileshår）やムシトリスミレ（Pinguicula, tätört）といったある種の植物の葉が容器の中で擦れて作られる。生ぬるい牛乳を容器に追加して醗酵のために1日か2日放置しておく。完成した「トートミョルク」を牛乳に追加すれば、その後更に「トートミョルク」を作ることができる。著書「Flora Lapponica」（1737年）の中でカール・フォン・リンネは「トートミョルク」のレシピに言及しており、如何なる種のムシトリスミレを使用しても「トートミョルク」を作ることができると記している。
モウセンゴケやムシトリスミレは、牛乳を濃厚にするたんぱく質を減少させる酵素 を持つ食虫植物である。ムシトリスミレが如何にして「トートミョルク」の生成に影響しているかは完全には解明されておらず、ムシトリスミレの分析では乳酸の真性細菌は分離されていない。